# 表面上皮间质肿瘤
表面上皮间质肿瘤（英語：Surface epithelial-stromal tumor），是指一类卵巢肿瘤，它可能是良性或恶性肿瘤。这类肿瘤产生于卵巢表面上皮或异常的子宫内膜或输卵管组织。这类肿瘤也称之为卵巢腺癌（英語：ovarian adenocarcinom）。这组肿瘤占全部卵巢肿瘤的90%至95%。患者通常CA-125指标会上升，但也有50%的病例没有显示。
表面上皮间质肿瘤的分类取决于上皮细胞的种类、上皮组织和卵巢间质细胞相对数量、乳头状呈现情况及上皮细胞组织的位置。医师可以通过显微镜下观察诊断此类表面上皮间质肿瘤是良性或者恶性。其中交界性肿瘤通常都有不确定的恶化倾向。
表面上皮间质肿瘤通常包括有浆液性肿瘤、粘液性肿瘤、子宫内膜样肿瘤、卵巢透明细胞癌和布伦内罗氏瘤，以及一些混合或未分化的肿瘤类型。

## 资料
- Braunwald, Eugene.  15th. New York: McGraw-Hill. 2001. ISBN 0-07-913686-9.
- Haber, Meryl H. . Philadelphia: W.B. Saunders. 2002. ISBN 0-7216-9053-X.